# علي رضا إبراهيمي
علي رضا إبراهيمي (بالفارسية: علیرضا ابراهیمی) هو لاعب كرة قدم إيراني في مركز قلب الدفاع، ولد في 9 ديسمبر 1989 في كرمان في إيران. لعب مع نادي برسبوليس ونادي غل غهر سيرجان.